# Молуа, Феликс
Феликс Молуа (фр. Félix Moloua; род. 1957) — центральноафриканский политик, занимающий пост премьер-министра Центральноафриканской Республики с 7 февраля 2022 года. Ранее он был министром планирования, экономики и сотрудничества Центральноафриканской Республики.

## Биография
Родился в 1957 году. Изучал математику в Университете Банги, который окончил в 1985 году, и специализировался по демографии в Институте обучения и демографических исследований (IFORD) Университета Яунде II (Камерун).
Молуа занимал пост министра экономики с 2016 года до своего назначения на пост премьер-министра, сохранив за собой пост государственного министра планирования и экономики своего собственного правительства.

## Почести
- Кавалер ордена центральноафриканских заслуг с 29 апреля 2022 года[7]